# Ajàïb
Ajàïb és una paraula àrab (àrab: عجائب, ʿajāʾib) que designa coses meravelloses, inicialment i de forma especial les meravelles del món antic. El terme també s'utilitza, en l'Alcorà, per tal d'indicar les meravelles de la Creació divina. En general, per ajàïb s'entenen tota mena de notícies sobre monuments extraordinaris, sobre meravelles de la naturalesa o sobre fenòmens meteorològics. Es considera que el concepte deriva de l'hel·lenisme i del pensament bíblic.